# Albert Nobbs
Albert Nobbs je irska drama iz 2011. godine, redatelja Rodriga Garcíe. Nominiran je za tri Oscara, u kategorijama najbolja glavna glumica, najbolja sporedna glumica i najbolja šminka. Često je navođen kao kruna u plodnoj glumačkoj karijeri Glenn Close.

## Radnja
U 19. stoljeću u Dublinu, Albert Nobbs, ekscentrični čovjek kasnih srednjih godina, radi kao konobar u hotelu Morrison koji vodi škrta Marge Baker koja sve mora imati pod kontrolom. Albert je vrijedan i štedi novac kako bi si jednog dana mogao stvoriti bolji život i otvoriti vlastiti posao umjesto da radi u hotelu. Osim kolega s kojima radi, Albert nema nikog bliskog. Jedan dan u hotel dolazi Hubert Page kako bi oslikao jednu od soba u hotelu. Gđa Baker natjera Huberta da podijeli krevet s Albertom jednu noć kako bi mogao sljedeći dan završiti posao. Albert je time užasnut, a Hubert će uskoro i saznati da je Albert zapravo žena. 

## Uloge
- Glenn Close kao Albert Nobbs
- Mia Wasikowska kao Helen Dawes
- Aaron Johnson kao Joe Mackins
- Janet McTeer kao Hubert Page
- Pauline Collins kao gospođa Baker
- Brenda Fricker kao Polly
- Jonathan Rhys Meyers kao Viscount Yarrell
- Brendan Gleeson kao doktor Holloran
- Maria Doyle Kennedy kao Mary

## Vanjske poveznice
- Albert Nobbs u internetskoj bazi filmova IMDb-a